# Henry Rider Haggard
Pour les articles homonymes, voir Haggard (homonymie).
Henry Rider Haggard, né le 22 juin 1856 dans le comté du Norfolk et mort le 14 mai 1925 à Londres, est un écrivain anglais, auteur de romans d’aventures. Ses livres se déroulent fréquemment dans des pays exotiques et sont à l'occasion influencés par l'ésotérisme.

## Biographie
Henry Rider Haggard est né à Bradenham, dans le Norfolk, de William Meybohm Rider Haggard, un avocat et d'Ella Doveton, autrice et poétesse, nièce du général John Doveton. Depuis des siècles les membres de la famille de sa mère, établis à Saint-Hélène, servaient aux Indes comme officiers supérieurs.
Haggard avait une certaine expérience personnelle de ces pays « exotiques » grâce à ses nombreux voyages. Il était notamment allé en 1875 dans le Natal (aujourd'hui une province de l’Afrique du Sud) comme secrétaire du gouverneur colonial, Henry Bulwer-Lytton, frère d'Edward Bulwer-Lytton, occultiste et romancier illustre. En cette qualité, Haggard était présent à Pretoria en 1877 lors de l’annonce officielle de l’annexion de la république des Boers, qui devait déclencher la première guerre des Boers.
En 1878, Haggard fut nommé greffier de la Haute Cour du Transvaal, région qui devait également être incorporée à l’Afrique du Sud. Il revint ensuite en Angleterre pour se marier et emmener son épouse, Mariana Louisa Margitson, avec lui en Afrique.
Le couple revint ensuite en Angleterre en 1882 et s’installa d’abord à Ditchingham, Norfolk, puis à Kessingland. Haggard entreprit l’étude du droit et s’inscrivit au barreau en 1884. Mais sa pratique du métier fut quelque peu décousue en raison du temps passé à l’écriture de ses livres et à se battre pour faire reconnaître les droits d'auteurs de ses œuvres publiées sans autorisation aux États-Unis. Il entretint également une importante correspondance avec Rudyard Kipling, auteur du Livre de la jungle.
Les romans de Henry Rider Haggard contiennent certes de nombreux préjugés caractéristiques de la culture coloniale britannique de l'époque, mais ils témoignent néanmoins d'une grande sympathie envers les populations locales. Les Africains jouent fréquemment des rôles héroïques dans ses livres, même si les protagonistes sont habituellement des Européens. Une exception notable est Ignosi, le roi légitime du Kukuanaland dans Les Mines du Roi Salomon. S'étant lié d’amitié avec les trois Anglais qui l’aident à reconquérir son trône, Ignosi s’inspire de leurs conseils pour supprimer la chasse aux sorcières et la peine capitale arbitraire. Fait peu courant à l'époque victorienne, tous les personnages d'un de ses ouvrages, Nada the Lily (en), sont noirs africains.
Dans un autre de ses livres les plus connus, She (Elle–qui–doit–être–obéie), un professeur de
Cambridge, Horace Holly, et son fils adoptif, Leo Vincey, voyagent en Afrique. Ils y rencontrent la reine Ayesha, qui s’est rendue immortelle en se baignant dans une colonne de feu qui est la source de vie. Cette créature, d’une beauté exceptionnelle, prototype de nombreuses figures de femmes toutes–puissantes, est à la fois désirable et effrayante. Les voyageurs vont découvrir qu’Ayesha attend depuis deux mille ans la réincarnation de son amant Kallikrates, qu’elle a tué au cours d’une crise de jalousie. Elle croit voir en Leo Vincey la réincarnation de Kallikrates…
Dans ce livre, Haggard explore les thèmes du pouvoir, de la vie et de la mort, de la réincarnation, de la sexualité, du destin. Dans d’autres ouvrages, il traite de problèmes sociaux et de thèmes tels que la réforme agraire.
Maître du roman populaire, H. Rider Haggard a créé une mythologie promise à un grand avenir, notamment à travers son héritier Edgar Rice Burroughs, la bande dessinée et Steven Spielberg : une Afrique mythique, nourrie de millénaires de fantasmes, de nostalgie, de désir et de peur. Le roman populaire est le plus en prise avec l'inconscient éternel des peuples, entre héros chevalier juste et fée séduisante et fatale dans l'imagerie occidentale. Haggard s'est également essayé (comme son confrère et compatriote Arthur Conan Doyle) au roman historique avec La Fille de Montézuma, souvenirs d'un vieil aristocrate couchés sur papier pour Élisabeth Ire d’Angleterre.
Haggard n'est plus aussi connu qu’à son époque car, comme ceux de Edgar Rice Burroughs, ses livres sont peu diffusés. Certains de ses personnages ont cependant eu un impact durable au XXe siècle. Ayesha a été citée par Sigmund Freud dans L'Interprétation des rêves et par Carl Gustav Jung comme archétype féminin.
Haggard a aussi exercé une influence dans les domaines de la science-fiction et de la littérature de « fantasy », notamment à travers Edgar Rice Burroughs. Allan Quatermain, le héros des Mines du Roi Salomon, a été identifié comme l’un des modèles du personnage d’Indiana Jones dans les films Les Aventuriers de l'arche perdue (de Steven Spielberg et George Lucas), et il a été interprété par Sean Connery comme le meneur de La Ligue des gentlemen extraordinaires, devenu immortel sur la terre africaine... Et comment oublier Stewart Granger dans le même rôle, et, pour ceux qui l'ont vue, Ursula Andress dans celui, mythique, de Ayesha ?

## Œuvres

### Œuvres traduites en français
| Année | Titre français                 | Titre original                                      | Dernière édition connue en langue française                                          |
| ----- | ------------------------------ | --------------------------------------------------- | ------------------------------------------------------------------------------------ |
| 1885  | Les Mines du roi Salomon       | King Solomon's Mines                                | Éd. Terre de brume, 2004                                                             |
| 1887  | Elle                           | She: A History of Adventure                         | Éd. Terre de brume, 2006                                                             |
| 1887  | Jess                           | Jess (en)                                           | Éd. Hachette, 1889                                                                   |
| 1887  | Allan Quatermain               | Allan Quatermain (en)                               | Éd. Néo no 93/94, 1983                                                               |
| 1888  | Le Colonel Quaritch            | Colonel Quaritch, V.C.: A Tale of Country Life (en) | Éd. Hachette, 1895                                                                   |
| 1888  | Le Testament du monstre        | Mr Meeson's Will (en)                               | La Renaissance du livre, 1933                                                        |
| 1889  | L'Épouse d'Allan               | Allan's Wife (en)                                   | Éd. Néo no 126,1984                                                                  |
| 1890  | Béatrice                       | Beatrice (en)                                       | Éd. Hachette, 1893                                                                   |
| 1891  | Éric aux yeux brillants        | Eric Brighteyes                                     | Éd. José Corti, 2007                                                                 |
| 1892  | Nada le Lys                    | Nada the Lily                                       | Éd. Mangani, 2021                                                                    |
| 1893  | La Fille de Montezuma          | Montezuma's Daughter (en)                           | Éd. Néo, 1986                                                                        |
| 1894  | Le Peuple du brouillard        | The People of the Mist (en)                         | Éd. Néo no 53, 1982                                                                  |
| 1896  | Cœur du monde                  | Heart of the World (en)                             | Éd. Néo, 1986                                                                        |
| 1900  | L'Enfant des Boers             | Swallow: A Tale of the Great Trek (en)              | Éd. Delachaux & Niestlé, (réédité chez Tallandier sous le titre Sihamba la sorcière) |
| 1905  | Aycha, le retour d'Elle        | Ayesha, the Return of She (en)                      | Éd. Néo no 47,1982 ; Terre de Brume, 2012                                            |
| 1908  | Le Dieu jaune                  | The Yellow God: An Idol of Africa (en)              | Éd. Garancière, 1985                                                                 |
| 1911  | Ève la Rouge                   | Red Eve (en)                                        | Éd. Néo no 145-146,1985                                                              |
| 1912  | Marie                          | Marie                                               | Éd. Mangani, 2021                                                                    |
| 1913  | Mameena l'enfant de la tempête | Child of Storm (en)                                 | Éd. Terre de brume, 2015                                                             |
| 1915  | La Fleur sacrée                | The Holy Flower (en)                                | Éd. Néo no 75-76,1983                                                                |
| 1918  | L'Esclave reine                | Moon of Israel (en)                                 | Éd. Néo no 107,1984                                                                  |
| 1919  | Le Jour où la terre trembla    | When the World Shook (en)                           | Éd. Néo,1889                                                                         |
| 1921  | Elle et Allan Quatermain       | She and Allan (en)                                  | Éd. Néo no 57-58,1982 ; Terre de Brume, 2012                                         |
| 1922  | La Vierge du soleil            | The Virgin of the Sun (en)                          | Éd. Néo,1983                                                                         |
| 1923  | La Fille de la sagesse         | Wisdom's Daughter (en)                              | Éd. Néo no 31,1981                                                                   |
| 1927  | Les Dieux de la glace          | Allan and the Ice-Gods (en)                         | Éd. Tallandier/Club de lecture des jeunes, 1965                                      |
| 1930  | Balthazar                      | Belshazzar (en)                                     | Éd. Tallandier/Club de lecture des jeunes, 1962                                      |

- 1985 : La Nuit des pharaons (recueil de nouvelles chez Éd. Néo no 152)
  - Magepa l'antilope (Magepa the Buck, 1912)
  - Histoire de trois lions (A Tale of Three lions, 1887)
  - Cœur noir (Black Heart and White Heart: A Zulu Idyll, 1896)
  - La Nuit des Pharaons (Smith and the Pharaohs, 1913)

- 1985 : Elle-qui-doit-être-obéie (recueil de romans chez Éd. Robert Laffont, collection « Bouquins »)  (ISBN 2221046595)
  - Elle ou la Source de feu (She: A History of Adventure, 1887)
  - Le Retour d'Elle (Ayesha, the Return of She, 1905)
  - La Fille de la sagesse (Wisdom's Daughter, 1923)
  - Les Mines du roi Salomon (King Solomon's Mines, 1885)
  - Elle et Alan Quatermain (She and Allan, 1921)

### Œuvres en anglais (non traduites en français)
Romans

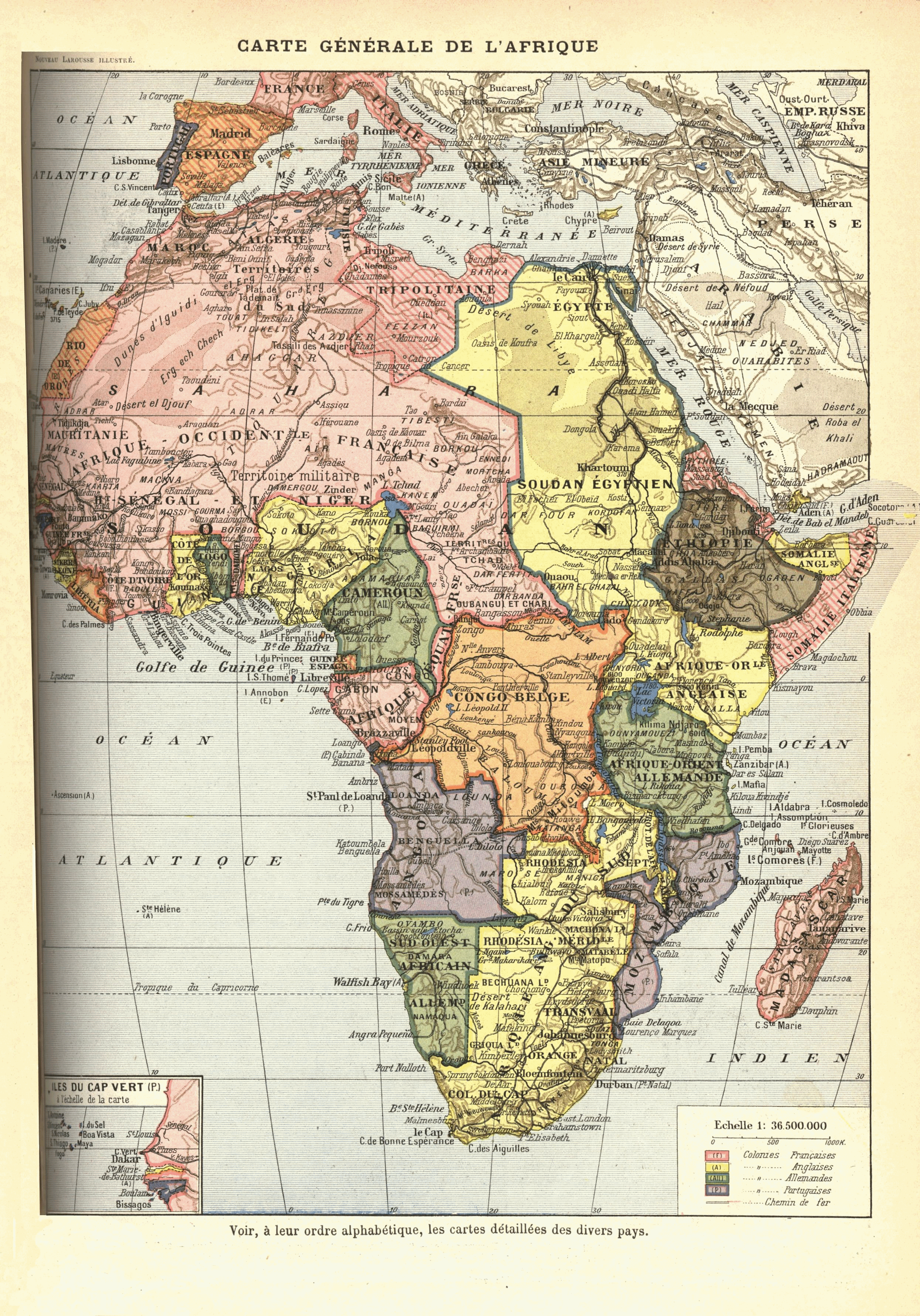
L'Afrique en 1898

- 1891 : The World's Desire en collaboration avec Andrew Lang
- 1895 : Joan Haste
- 1899 : Doctor Therne
- 1904 : Stella Fregelius
- 1908 : The Ghost Kings (en)
- 1929 : Mary of Marion Isle

Essais
- 1882 : Cetywayo and his white neighbours
- 1899 : A Farmer's Year
- 1899 : The Last Boer War
- 1911 : Rural Denmark
- 1926 : The Days of my Life (autobiographie)

## Adaptations cinématographiques et télévisées

### Cinéma
- 1899 : La Danse du feu de Georges Méliès d'après She
- 1908 : She d'Edwin S. Porter
- 1911 : She (en) de George Nichols
- 1912 : Jess de George Nichols (histoire)
- 1914 : Jess
- 1915 : Mr. Meeson's Will de Frederick Sullivan
- 1916 : She (en) de William G.B. Barker (en) et Horace Lisle Lucoque
- 1916 : The Grasp of Greed de Joseph De Grasse, d'après Mr Meeson's Will
- 1917 : Dawn de Horace Lisle Lucoque
- 1917 : She de Kenean Buel
- 1917 : Heart and Soul de J. Gordon Edwards, d'après Jess
- 1917 : Cléopâtre de J. Gordon Edwards (non crédité)
- 1919 : Allan Quatermain de Horace Lisle Lucoque
- 1921 : Stella d'Edwin J. Collins, d'après Stella Fregelius
- 1921 : Beatrice de Herbert Brenon
- 1922 : Swallow de Horace Lisle Lucoque
- 1924 : L'Esclave reine (Die Sklavenkönigin) de Michael Curtiz
- 1925 : La Reine immortelle (She) de Leander De Cordova et G.B. Samuelson
- 1935 : La Source de feu (She) de Lansing C. Holden et Irving Pichel
- 1937 : Les Mines du roi Salomon de Robert Stevenson
- 1950 : Les Mines du roi Salomon de Compton Bennett et Andrew Marton
- 1959 : Watusi de Kurt Neumann, d'après King Solomon's Mines
- 1965 : La Déesse de feu (She) de Robert Day
- 1968 : La Déesse des sables (The Vengeance of She) de Cliff Owen, tiré de Ayesha: The Return of She
- 1979 : King Solomon's Treasure d'Alvin Rakoff
- 1984 : Conqueror (She) d'Avi Nesher
- 1985 : Allan Quatermain et les Mines du roi Salomon (King Solomon's Mines) de Jack Lee Thompson
- 1986 : Allan Quatermain et la Cité de l'or perdu (Allan Quatermain and the Lost City of Gold) de Gary Nelson
- 2001 : She de Timothy Bond

voir aussi :
- 2001 : Les Aventuriers du trésor perdu (High Adventure) de Mark Roper avec Thomas Ian Griffith dans le rôle de Chris Quatermain, petit-fils d'Allan Quatermain
- 2003 : La Ligue des Gentlemen Extraordinaires (The League of Extraordinary Gentlemen) de Stephen Norrington

### Télévision
- 1986 : King Solomon's Mines[8], film d'animation
- 2004 : Allan Quatermain et la Pierre des ancêtres (King Solomon's Mines) de Steve Boyum

### Vidéo
- 2008 : Allan Quatermain and the Temple of Skulls de Mark Atkins

## Distinctions
- Knight Bachelor (chevalier britannique) en 1912[9]
- Chevalier commandeur de l'ordre de l'Empire britannique (KBE) en 1919

## Pour approfondir